# NGC 6620
NGC 6620 (другие обозначения — PK 5-6.1, ESO 522-PN22) — планетарная туманность в созвездии Стрелец.
Этот объект входит в число перечисленных в оригинальной редакции «Нового общего каталога».